# New Alexandria (Pennsilvània)
New Alexandria és una població dels Estats Units a l'estat de Pennsilvània. Segons el cens del 2000 tenia 595 habitants.

## Demografia
Segons el cens del 2000, New Alexandria tenia 595 habitants, 254 habitatges, i 186 famílies. La densitat de població era de 273,5 habitants/km².
Dels 254 habitatges en un 28,3% hi vivien nens de menys de 18 anys, en un 60,2% hi vivien parelles casades, en un 9,4% dones solteres, i en un 26,4% no eren unitats familiars. En el 24% dels habitatges hi vivien persones soles l'11,4% de les quals corresponia a persones de 65 anys o més que vivien soles. El nombre mitjà de persones vivint en cada habitatge era de 2,34 i el nombre mitjà de persones que vivien en cada família era de 2,76.
Per edats la població es repartia de la següent manera: un 19,2% tenia menys de 18 anys, un 7,1% entre 18 i 24, un 27,6% entre 25 i 44, un 26,7% de 45 a 60 i un 19,5% 65 anys o més.
L'edat mediana era de 43 anys. Per cada 100 dones de 18 o més anys hi havia 94,7 homes.
La renda mediana per habitatge era de 37.656 $ i la renda mediana per família de 41.477 $. Els homes tenien una renda mediana de 35.625 $ mentre que les dones 26.250 $. La renda per capita de la població era de 17.893 $. Entorn del 2,8% de les famílies i el 4,4% de la població estaven per davall del llindar de pobresa.

## Poblacions més properes
El següent diagrama mostra les poblacions més properes.